# MAXI J1659-152
MAXI J1659-152 – rentgenowski układ podwójny złożony z czarnej dziury o masie gwiazdowej i czerwonego karła położony w gwiazdozbiorze Wężownika i oddalony o około 8,6 kpc od Ziemi. Obiegająca czarną dziurę gwiazda ma okres orbitalny wynoszący zaledwie 2,4 godziny i jest to najkrótszy obecnie znany (2013) okres orbitalny dla gwiazdy znajdującej się w układzie podwójnym z czarną dziurą.

## Nazwa
Pierwsza część oznaczenia, MAXI, pochodzi od nazwy japońskiego teleskopu rentgenowskiego MAXI znajdującego się na Międzynarodowej Stacji Kosmicznej. Druga część, J1659-152, to przybliżone koordynaty astronomiczne, gdzie położony jest ten obiekt.

## Odkrycie
Obiekt został po raz pierwszy zauważony 25 września 2010 przez satelitę Swift i początkowo sądzono, że był to rozbłysk gamma. Jeszcze w tym samym dniu w kierunku nowo odkrytego obiektu skierowano teleskop rentgenowski MAXI, który odkrył bardzo jasne źródło promieniowania rentgenowskiego w miejscu, w którym Swift odkrył rzekomy rozbłysk. Dodatkowe obserwacje dokonane przy użyciu satelitów XMM-Newton i Rossi X-ray Timing Explorer pozwoliły odkryć dokładną naturę tego obiektu.

## Charakterystyka
Czarna dziura ma masę wynoszącą przynajmniej trzy razy więcej niż masa Słońca, masa czerwonego karła wynosi około 0,15–0,25 M☉, a jego promień 0,2–0,25 R☉. Czerwony karzeł należy do typu widmowego M5V, jego początkowa masa wynosiła około 1,5 M☉. Wiek systemu, w zależności od przyjętego modelu, wynosi około od 4,6 do 5,7 miliardów lat.
Obydwa obiekty znajdują się w odległości około 1,33 R☉, czerwony karzeł obiega czarną dziurę z prędkością około dwóch milionów kilometrów na godzinę w ciągu zaledwie 2,414 ± 0,005 godziny i jest to najkrótszy znany okres orbitalny gwiazdy poruszającej się wokół czarnej dziury.